# Tilisunahütte
Die Tilisunahütte, auch Tilisuna-Hütte, ist eine Berghütte der Sektion Vorarlberg des Österreichischen Alpenvereins im oberen Gampadelstal am Tilisunasee in der Region Montafon, Bundesland Vorarlberg (Österreich). Sie steht südlich von Tschagguns auf einer Höhe von 2211 m ü. A. nördlich der Sulzfluh in aussichtsreicher Lage mit Blick ins Montafon.
Sie bietet 35 Betten und 105 Matratzenplätze und ist in der Sommersaison von Mitte Juni bis Mitte Oktober bewirtschaftet.

## Zustiege
- ab Grabs, 1365 m, Gehzeit: 3 Stunden
- ab Latschau, 995 m, über Ziegerberg, Gehzeit 4 Stunden
- ab Tschagguns-Zentrum, 697 m, Gehzeit: 4½ Stunden
- von Partnun 1801 m, (Schweiz) Gehzeit 1½–2 Stunden
- von Gargellen, Gehzeit: 4–5 Stunden
- von St. Gallenkirch über Gweiltal–Gweiljoch 5½ Stunden

## Übergänge zu Nachbarhütten
- Lindauer Hütte (1744 m) über Schwarze Scharte und Bilkengrat, Gehzeit: 2 Stunden, oder über das Steinerne Meer und Rachen, Gehzeit: 3 Stunden.
- Carschinahütte (2236 m)
  - über Tilisunafürggele (2236 m), Gehzeit: 2 Stunden.
  - über Gru(o)benpass
  - über Schwarze Scharte, Bilkengrat und Drusator
- Haus Matschwitz (1500 m), Distanz: 5,2 km (über Schwarze Scharte  und Gauertal)
- Madrisahütte (1660 m), Gehzeit: 3¾ Stunden.
- Wormser Hütte (2305 m), 1500 Hm Abstieg und Benutzung der Hochjochbahnen oder 1600 Hm Aufstieg

## Touren
Die Hütte eignet sich als Ausgangspunkt für mehrtägige Touren von Hütte zu Hütte rund um den Rätikon. Die parallel verlaufenden Wandwege auf der Nord- und Südseite der Bergkette sind durch einfach begehbare Übergänge verbunden.
Es gibt zahlreiche Klettertouren an der Drusen-, Sulz- und Scheienfluh mit Kletterrouten ab dem 5. Grad. Auch Plätze zum Bouldern sind vorhanden.
- Sulzfluh (2818 m), Gehzeit 2 Stunden
- Weißplatte (2630 m), Gehzeit 1½ Stunden
- Schwarzhorn (2460 m), Gehzeit 3½ Stunden
- Scheienfluh (2627 m), Gehzeit 2½ Stunden

In der Sulzfluh-Südwand, jenseits der Schweizer Grenze, wurde im Juli 2005 der erste Klettersteig der Ostschweiz eröffnet.

## Bilder

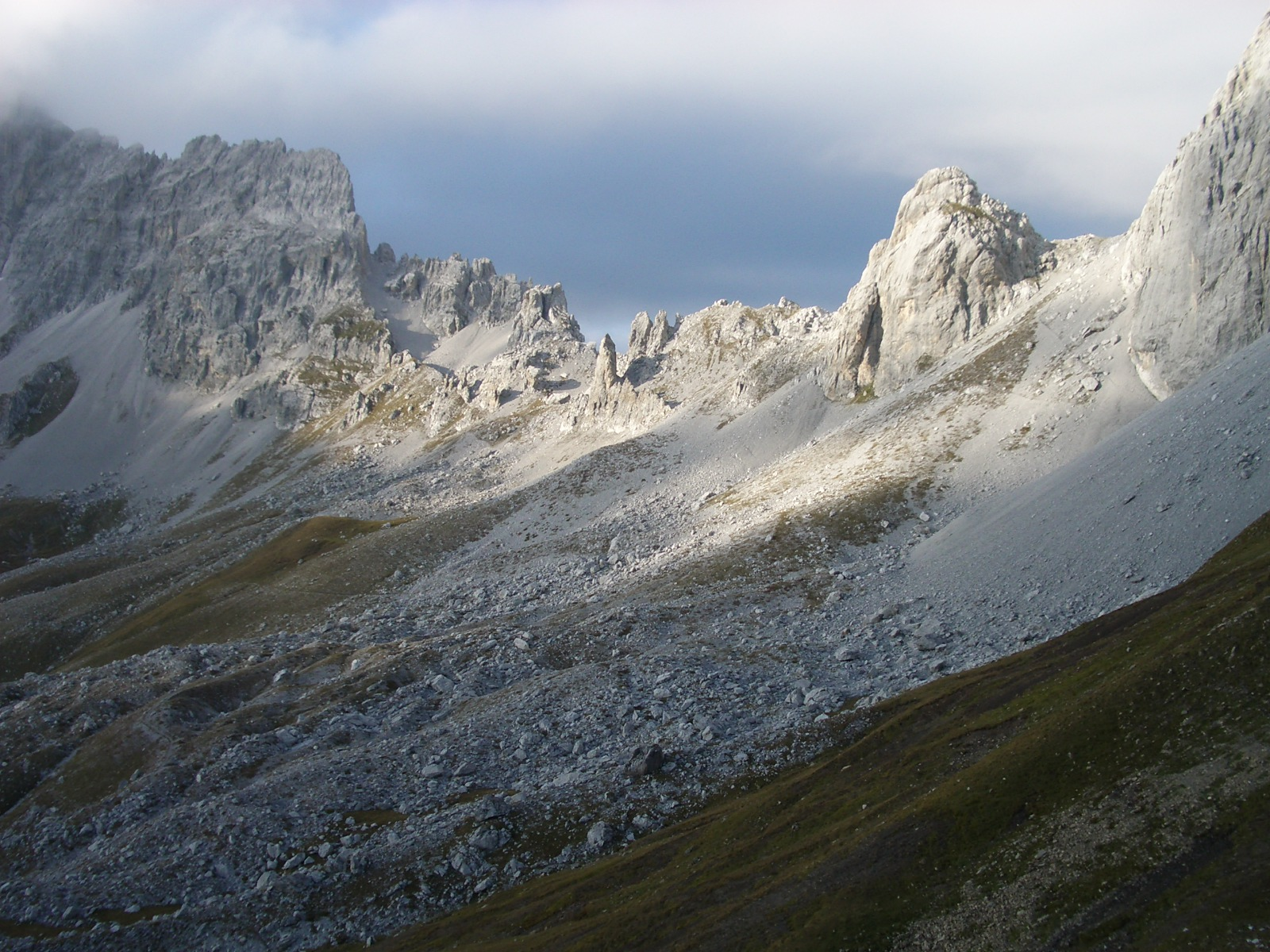
Übergang Drusator (2342 m ü. M.) zwischen Drei Türme (links) und Sulzfluh
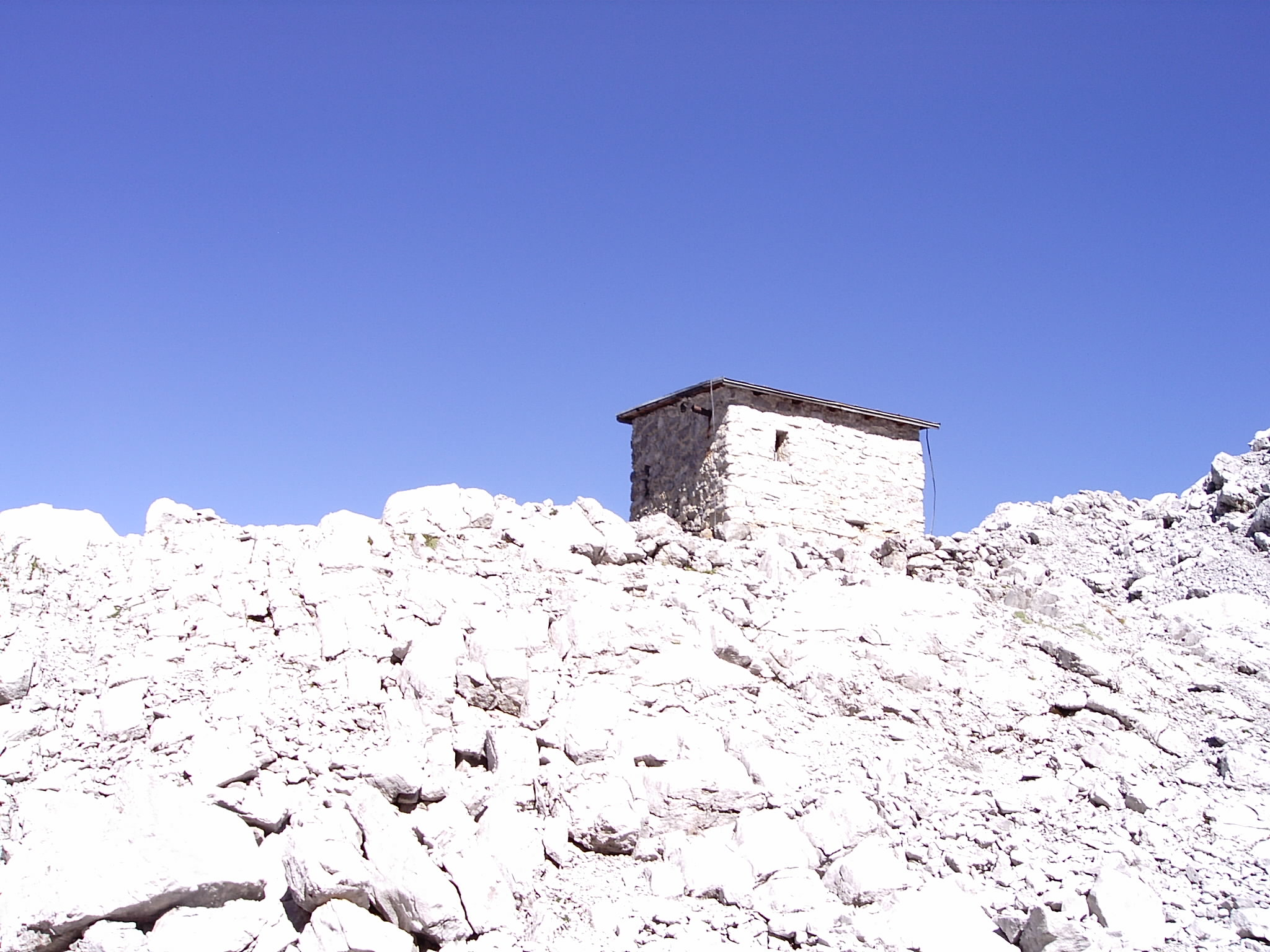
Verfallene Zollwachhütte auf 2271 m kurz unter dem Drusator auf österreichischer Seite
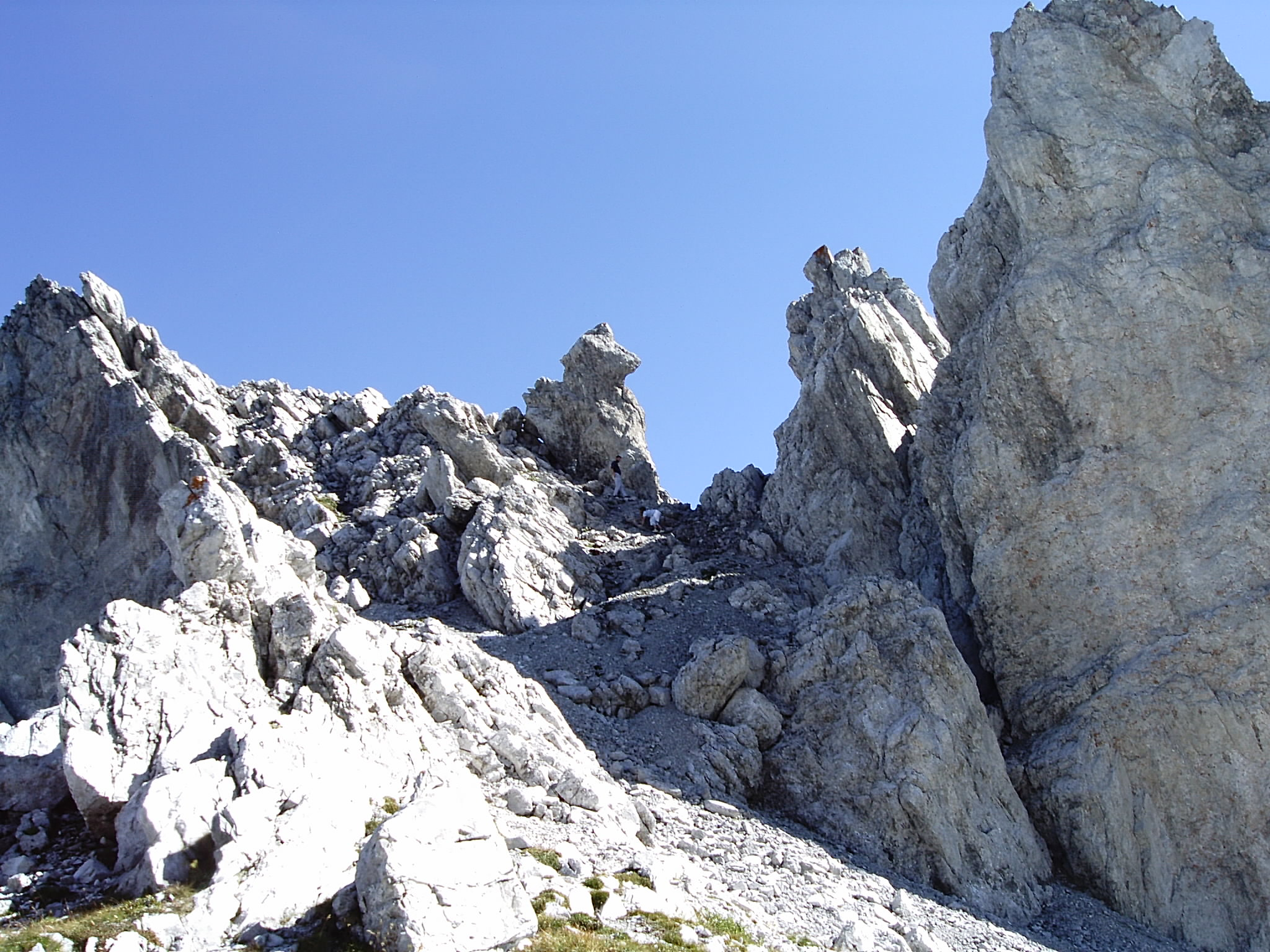
Drusator kurz vor dem Überstieg in die Schweiz
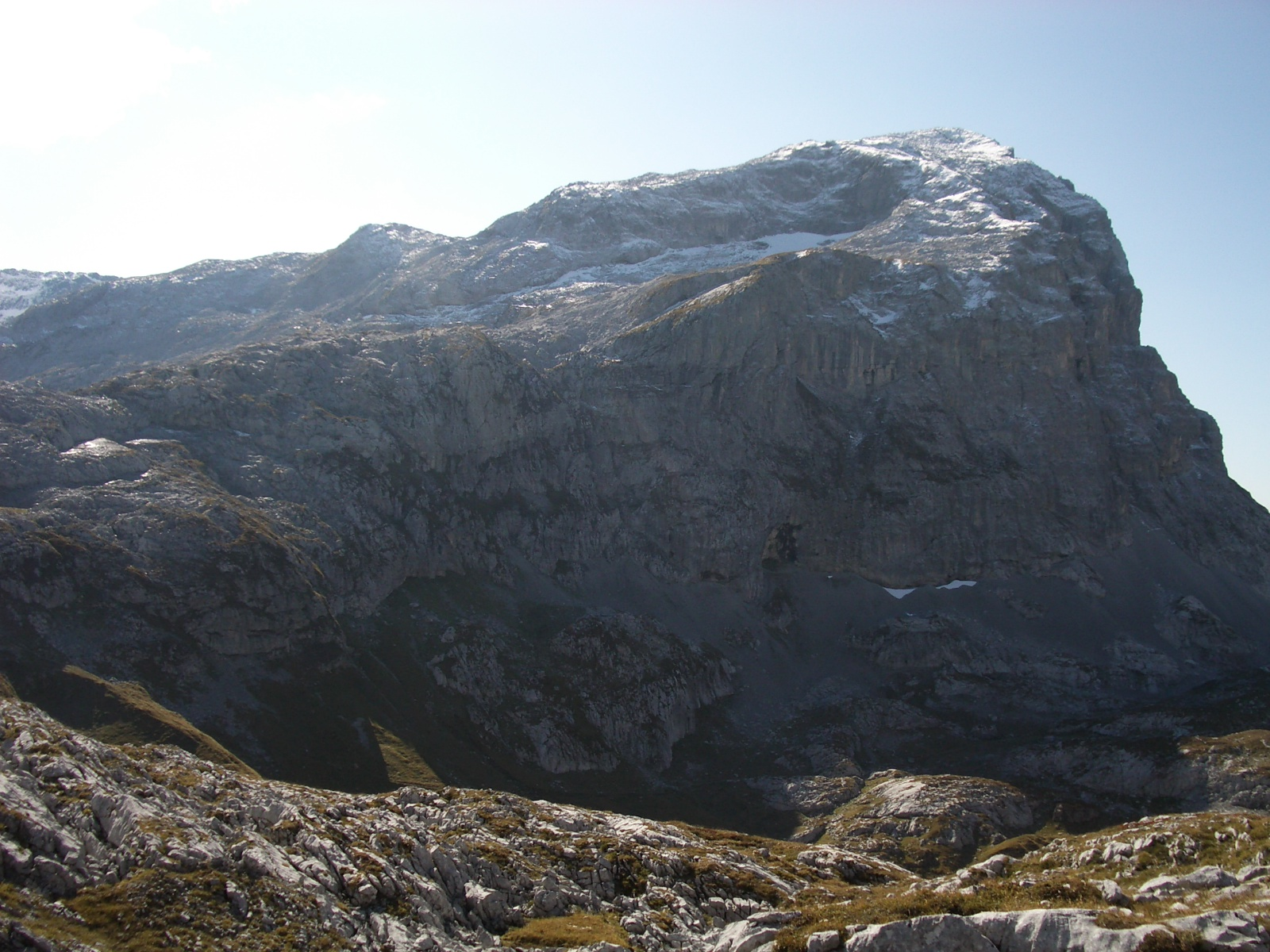
Tilisunafürggli (2249 m ü. M.), Übergang östlich der Sulzfluh mit der Weißplatte (2630 m)
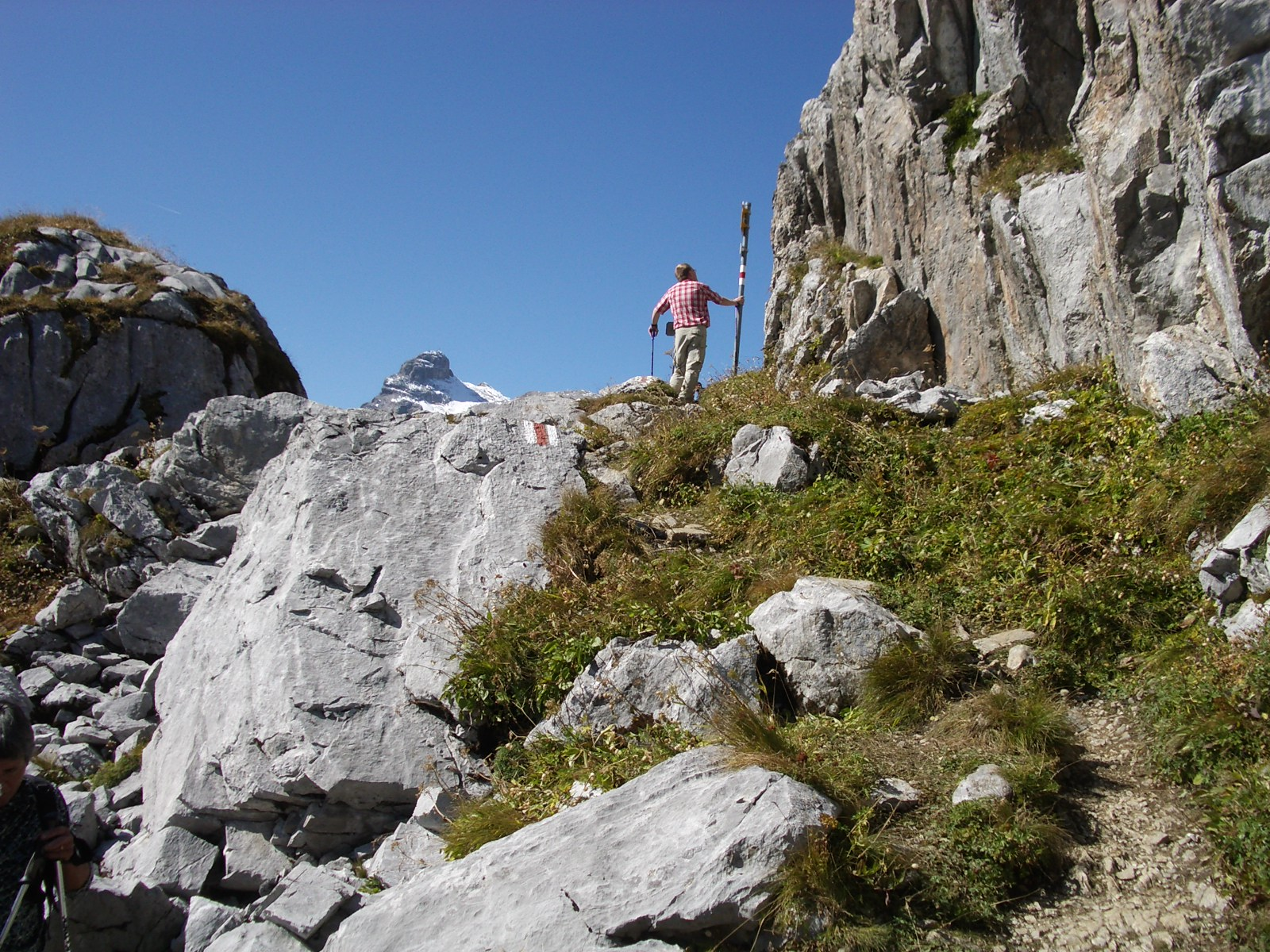
Gruobenpass (2232 m ü. M.), Übergang östlich der Sulzfluh
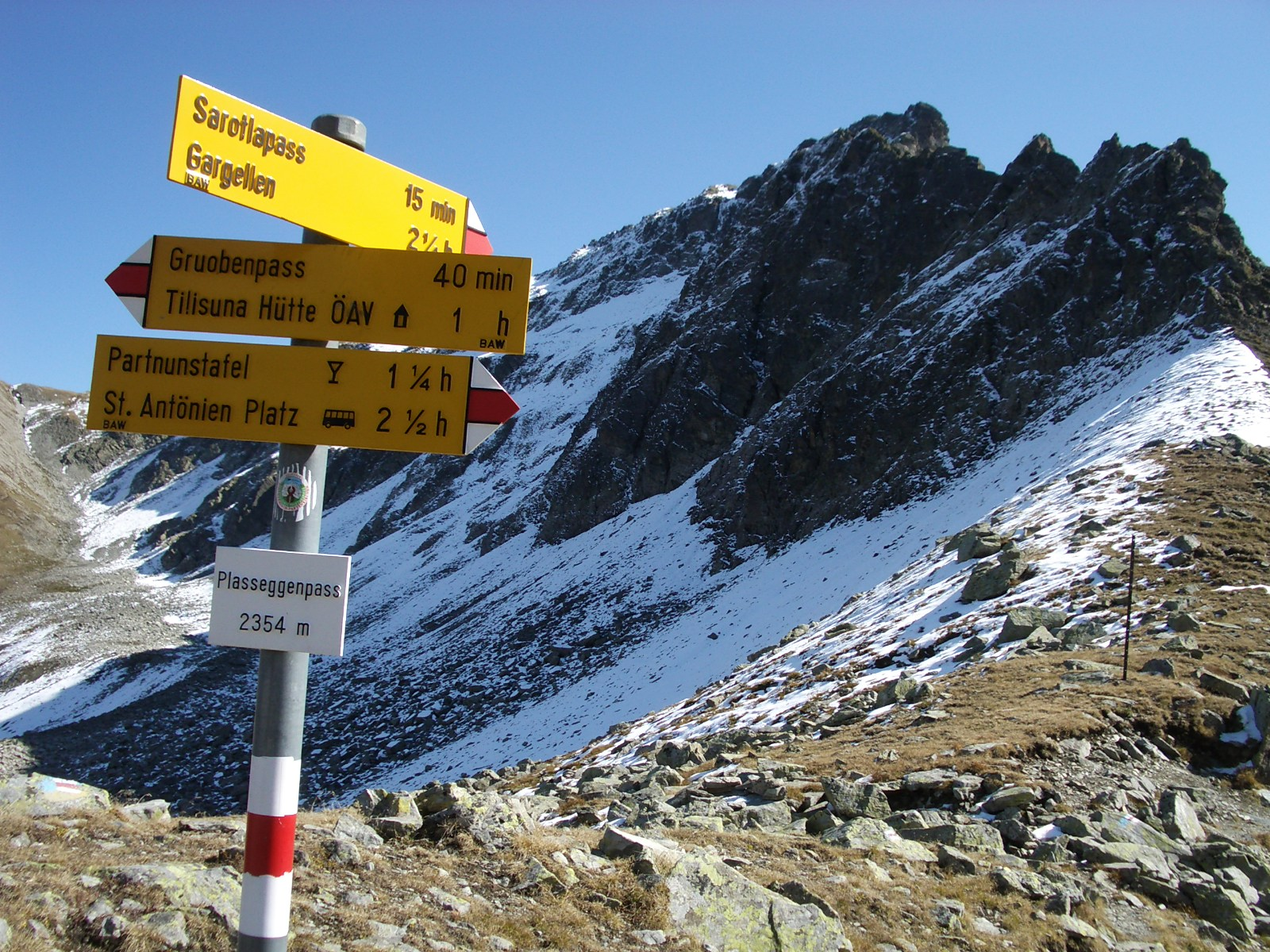
Plasseggenpass, Übergang östlich der Scheienfluh in die Schweiz oder nach Gargellen